# NUTS da Suíça
Como um membro do EFTA, Suíça (CH) está incluída na  Nomenclatura das Unidades Territoriais para Fins Estatísticos (NUTS). Os três níveis de NUTS são:
- NUTS-1: Suíça
- NUTS-2: 7 Regiões
- NUTS-3: 26 Cantões[1]

Os códigos NUTS são os seguintes:
CH0   Suíça
CH01 Região do Lago de Genebra
CH011  Vaud
CH012  Valais
CH013  Genebra
CH02 Espace Mittelland
CH021  Berna
CH022  Friburgo
CH023  Solothurn
CH024  Neuchâtel
CH025  Jura
CH03 Noroeste da Suíça
CH031  Basel-Stadt
CH032  Basel-Landschaft
CH033  Argóvia
CH04 Zurique
CH040  Zurique
CH05 Leste da Suíça
CH051  Glarus
CH052  Schaffhausen
CH053  Appenzell Ausserrhoden
CH054  Appenzell Innerrhoden
CH055  St. Gallen
CH056  Grisons
CH057  Thurgau
CH06 Suíça Central
CH061  Lucerne
CH062  Uri
CH063  Schwyz
CH064  Obwalden
CH065  Nidwalden
CH066  Zug
CH07 Ticino
CH070  Ticino
Abaixo os níveis NUTS, há dois LAU níveis (LAU-1: distritos; LAU-2: municipalidades).